# Тупой и ещё тупее тупого: Когда Гарри встретил Ллойда
«Тупой и ещё тупее тупого: Когда Гарри встретил Ллойда» (англ. Dumb and Dumberer: When Harry Met Lloyd) — молодёжная кинокомедия Троя Миллера, приквел фильма 1994 года «Тупой и ещё тупее». Актёры оригинальной картины отказались от участия в проекте, и роль главных героев досталась молодым малоизвестным актёрам Дереку Ричардсону и Эрику Кристиану Олсену. Действия фильма разворачиваются в 1986 году, история описывает момент знакомства двух неординарных людей Ллойда Кристмаса и Гарри Данна, которые встречают друг друга на пути в школу. После выхода в прокат фильм подвергся резкой критике со стороны авторитетных изданий и финансово полностью провалился, собрав во всём мире всего лишь 40 млн долларов (хотя это и окупило бюджет более чем в 2 раза).

## Сюжет
Гарри Данн, парень, всю жизнь обучавшийся на дому, наконец, получает возможность пойти в настоящую обычную школу. В то же время другой весёлый парень по имени Ллойд Кристмас идёт из школы, в которой проживает вместе с отцом-уборщиком (он специально с утра уходит, чтобы потом, как и все, туда прийти). На пути персонажи сталкиваются друг с другом и в результате этого судьбоносного события становятся лучшими друзьями (Гарри рассказывает, что в школе спрятаны сокровища, которые необходимо отыскать). По прибытии Ллойд первым делом знакомит Гарри со своим «другом» Тарком, который сначала запихивает Ллойда в мусорный бак, а затем подвешивает обоих друзей на флагшток.
Тем временем коррумпированный директор школы Коллинс думает о том, как бы по-лёгкому срубить как можно больше денег и приобрести недвижимость рядом с пляжем Вайкики (Гонолулу, Гавайские острова). Увидев, как два придурка болтаются на флагштоке, он решает создать «особо-ориентированный класс», за наличие которого положено финансирование в 100 тыс. $ из городского бюджета. Одних только Ллойда и Гарри недостаточно, и он поручает им найти для группы ещё «особенных» учеников. Друзья начинают поиск, и через некоторое время в класс решают вступить многие школьники, среди которых:
- тот самый хулиган Тарк,
- популярный среди девушек парень Тоби (сломавший ногу во время катания на скейтборде);
- чудаковатый Льюис (которого Ллойд и Гарри считают кентавром, потому что видели его в костюме лошади);
- Чинг-Чонг (азиатская студентка, приехавшая в Америку по обмену и ставшая девушкой Тарка);
- Карл (больной на голову футболист, напрочь помешанный на своём виде спорта) и
- Терри (гламурная подруга Тоби).

Пока группа собиралась, смышлёная студентка Джессика разгадала коварный замысел директора и попросила Гарри собрать дополнительную информацию о нём. Гарри, решивший, что девушка с ним флиртует, обратился за помощью по поводу ухаживаний к Ллойду. В ходе так называемого «свидания» в ванной комнате Джессики происходит весьма неприятный инцидент: растаявший шоколад сильно пугает её отца (который думает, что всё измазано не в шоколаде, а в человеческих фекалиях). После этого происшествия девушка обращает внимание на Ллойда. Вскоре друзья начинают бороться из-за неё, хотя та об этом даже и не знает, в итоге они ссорятся окончательно.
По прошествии некоторого времени герои понимают, что не могут существовать друг без друга, и мирятся (отправившись за «сундуком с сокровищами» в кабинет директора Коллинса). «Особенный» класс просят сделать передвижной макет для парада, посвящённого Дню Президента. Но вместо Джорджа Вашингтона они изображают своего директора (в образе пирата) и во время самого парада включают запись разговора о присвоении бюджетных денег. Полиция арестовывает Коллинса прежде, чем тот успевает сбежать, а Ллойд и Гарри становятся героями.
В конце (точно так же, как и в оригинальном фильме) оказывается, что у Джессики уже есть любимый парень, и с самого начала у друзей не было ни малейшего шанса. Гарри и Ллойд решают никогда больше не ссориться и не рисковать дружбой из-за женщины. Перед финальными титрами две девушки на крутой машине предлагают друзьям поехать с ними на отвязную вечеринку, но те отвергают их предложение. Также Гарри пачкает грязью машину отца Джессики, который снова решает, что это кал.

## В ролях
| Актёр               | Роль             |
| ------------------- | ---------------- |
| Эрик Кристиан Олсен | Ллойд Кристмас   |
| Дерек Ричардсон     | Гарри Данн       |
| Юджин Леви          | директор Коллинс |
| Рэйчел Николс       | Джессика Петис   |
| Мими Роджерс        | мать Гарри       |
| Луис Гусман         | отец Ллойда      |
| Шери Отери          | мисс Хеллер      |
| Боб Сагет           | отец Джессики    |

| Актёр           | Роль          |
| --------------- | ------------- |
| Джулия Даффи    | мать Джессики |
| Элден Хенсон    | Тарк          |
| Шайа Лабаф      | Льюис         |
| Уильям Ли Скотт | Карл          |
| Мишель Крусик   | Чинг Чонг     |
| Лин Шэй         | Марджи        |
| Тимоти Стэк     | доктор        |

## Создатели фильма
| - Режиссёр — Трой Миллер - Продюсеры — Орен Коулс, Брэд Кревой, Стивен Стэблер, Трой Миллер - Сценаристы — Беннетт Йеллин, Бобби Фаррелли, Питер Фаррелли, Роберт Бренер - Оператор — Энтони Ричмонд - Композитор — Эбан Шлёттер - Монтаж — Лоуренс Джордан - Подбор актёров — Джон Пэпсидера - Художники-постановщики — Эндрю Кроуфорд, Кен Тэбер |

## История создания
Изначально планировалось, что в съёмках примут участие актёры оригинальной картины «Тупой и ещё тупее» Джим Керри и Джефф Дэниэлс, а снимать фильм будут создатели «Южного парка» Трей Паркер и Мэтт Стоун, которым даже заплатили гонорар в размере 1,5 млн $. Но вскоре те забросили проект и вернули деньги компании New Line Cinema, а снимать пришлось Трою Миллеру, который до этого снимал лишь клипы для MTV.
Большая часть съёмок велась в городе Атланта (штат Джорджия). Почти все школьные сцены снимались в Школе имени Джорджа Уолтона (город Мариетта) и в Интернациональной Школе Атланты (округ Фултон).

## Отзывы и критика
На сайте Rotten Tomatoes «Тупой и ещё тупее: Когда Гарри встретил Ллойда» набрал всего 10 % «свежести» (было брошено 12 свежих помидоров и 103 гнилых). Уэсли Моррис, авторитетный киношный обозреватель газеты «The Boston Globe» написал, что «лучше остаться дома, раскладывать старые журналы комиксов, беседовать с родителями или наблюдать как сохнет краска, чем смотреть Тупого и ещё тупее».

Другой кинокритик, Джеймс Берардинелли, не дал фильму ни одной звезды из четырёх возможных, сказав, что 
«это самый невыносимый сиквел всех времён»,
 а также, что 
«Обычно Голливуд дожидается августа, прежде чем извергнуть на зрителя весь накопившийся шлак. В этом году прорвало слишком рано. И ни один фильм не был так похож на грязные канализационные нечистоты, как этот».